# Asynapta caudata
Asynapta caudata är en tvåvingeart som beskrevs av Ephraim Porter Felt 1908. Asynapta caudata ingår i släktet Asynapta och familjen gallmyggor.
Artens utbredningsområde är New York. Inga underarter finns listade i Catalogue of Life.